# Alana Ross
Pour les articles homonymes, voir Ross.
Alana Ross  est une femme politique provinciale canadienne de la Saskatchewan. Elle représente la circonscription de Prince Albert Northcote à titre de députée du Parti saskatchewanais depuis 2020.